# Irma von Cube
Irma von Cube (ou Irmgard VonCube, Irmgard von Cube, Irma von Cube-Kalser) est une scénariste allemande née le 26 décembre 1899 à Hanovre et morte le 25 juillet 1977 à Los Angeles (Californie).

## Biographie
Irma von Cube commence sa carrière artistique comme actrice et auteur ; elle joue dans Namenlose Helden sous le nom de Irmgard von Cube (c'est son unique rôle). À partir de 1928 elle écrit des scénarios. Elle travaille en outre pour Anatole Litvak. Avec le comédien Erwin Kalser, elle quitte l'Allemagne en 1933 lorsque les nazis prennent le pouvoir. Elle vit en Suisse avec lui et écrit notamment le scénario du film Mayerling d'Anatole Litvak tout en écrivant pour des réalisateurs français. En 1936, à la suite d'une invitation de Louis B. Mayer de la Metro-Goldwyn-Mayer, elle se rend à Hollywood. Commence une carrière non moins fertile. En 1949 Irma von Cube et Allen Vincent sont nommés à l'Oscar du meilleur scénario adapté pour le film Johnny Belinda de Jean Negulesco.
Son fils Konstantin Kalser (de) (1920-1994) était photographe, producteur de films et réalisateur de films.

## Filmographie
- 1938 : Trois Hommes dans la neige (Paradise for Three) d'Edward Buzzell

- 1925 : Namenlose Helden seul film en tant qu'actrice
- 1928 : Voleurs de jeunesse (Mädchenschicksale) sous le nom de Irma von Cube-Kalser
- 1929 : Was kostet Liebe?
- 1930 : Adieux (Abschied) sous le nom de Irmgard von Cube
- 1930 : Dolly macht Karriere (sorti en France le 15 mai 1931 - titre inconnu)
- 1930 : Das gestohlene Gesicht
- 1931 : Nie wieder Liebe
- 1931 : Calais-Douvres
- 1931 : Der Hochtourist
- 1932 : Vous serez ma femme
- 1932 : Das Lied einer Nacht
- 1932 : Der Frechdachs
- 1932 : Une jeune fille et un million (Sehnsucht 202)
- 1932 : Eine von uns
- 1932 : Tell Me Tonight
- 1932 : La Chanson d'une nuit
- 1933 : Caprice de princesse
- 1933 : Ein Lied für dich
- 1933 : Tout pour l'amour
- 1934 : Milyon avcilari  scénario de Sehsucht 202
- 1934 : My Song for You  musical de Ein Lied für Dich
- 1936 : Mayerling
- 1936 : La Peur
- 1937 : Mademoiselle Docteur  (scénario) [1]
- 1938 : Trois Hommes dans la neige (Paradise for Three) d'Edward Buzzell (non créditée)
- 1939 : Mélodie de la jeunesse (They Shall Have Music) sous le nom de Irmgard von Cube
- 1947 : Passion immortelle (Song of Love)
- 1948 : Johnny Belinda sous le nom de Irmgard VonCube
- 1950 : The Schumann Story courte adaptation de Song of Love
- 1952 : The Girl in White sous le nom de Irmgard von Cube